# Fuchiba tortilis
Espèce
Fuchiba tortilis est une espèce d'araignées aranéomorphes de la famille des Trachelidae.

## Distribution
Cette espèce est endémique du Cap-Oriental en Afrique du Sud,. Elle se rencontre vers Fort Brown et Jansenville.

## Description
La femelle holotype mesure 3,68 mm. Les femelles mesurent de 2,85 à 3,35 mm.

## Publication originale
- Haddad & Lyle, 2008 : Three new genera of tracheline sac spiders from southern Africa (Araneae: Corinnidae). African Invertebrates, vol. 49, no 2, p. 37-76.